# Irpin
Irpin (ukrainska: Ірпінь lyssna (fil), ryska: Ирпень) är en stad i Kiev oblast i norra Ukraina. Staden ligger vid floden Irpin, cirka 21 kilometer nordväst om centrala Kiev. Irpin beräknades ha 65 167 invånare i januari 2022.

## Historia
Irpin grundades år 1902 som en järnvägsknutpunkt vid floden Irpin, som är en biflod till Dnepr. Staden utvecklade sig till en populär kurort. År 1918 stod flera slag mellan enheter inom den ukrainska nationalarmén och Röda armén och mellan enheter ur den ukrainska nationalarmén och Hetmanregeringen.

## Ekonomi
Den huvudsakliga industrin i Irpin utgörs idag av byggmaterialindustri och maskintillverkning, men även möbler och läderprodukter tillverkas där.

## Bildgalleri

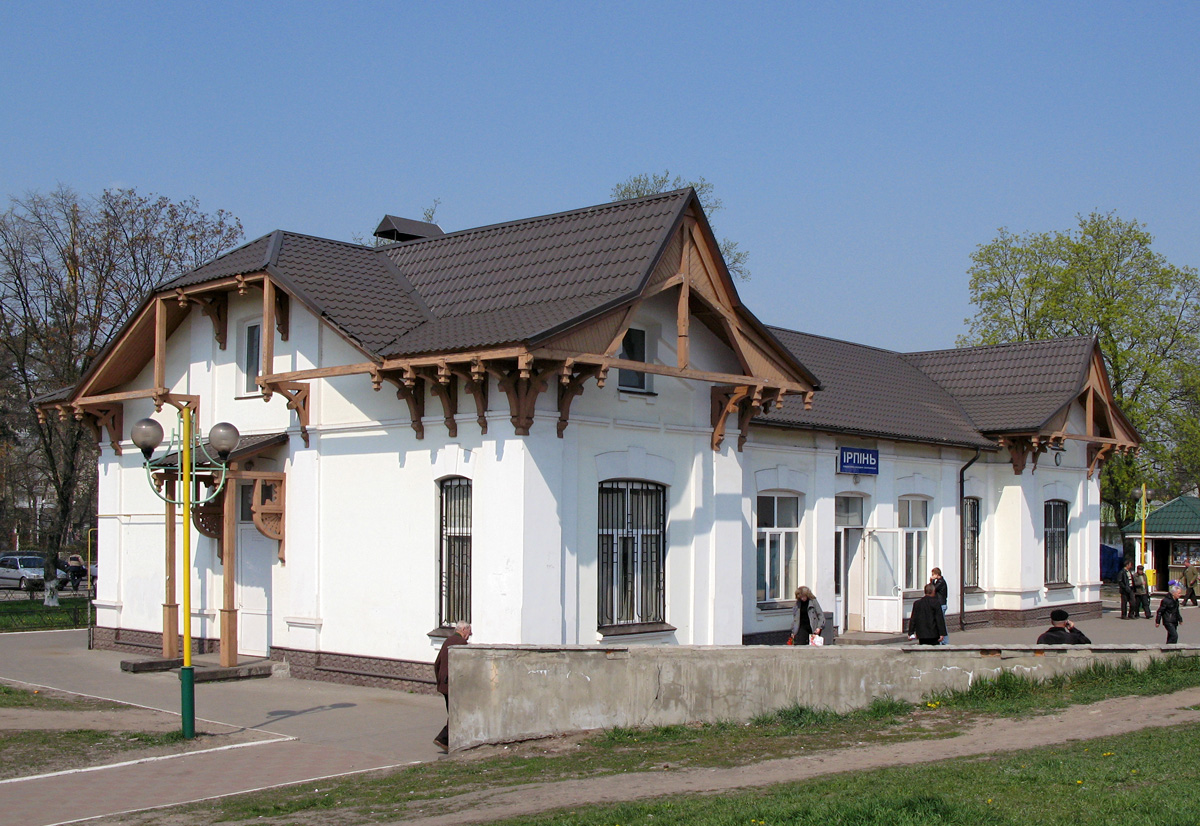
Irpins järnvägsstation.
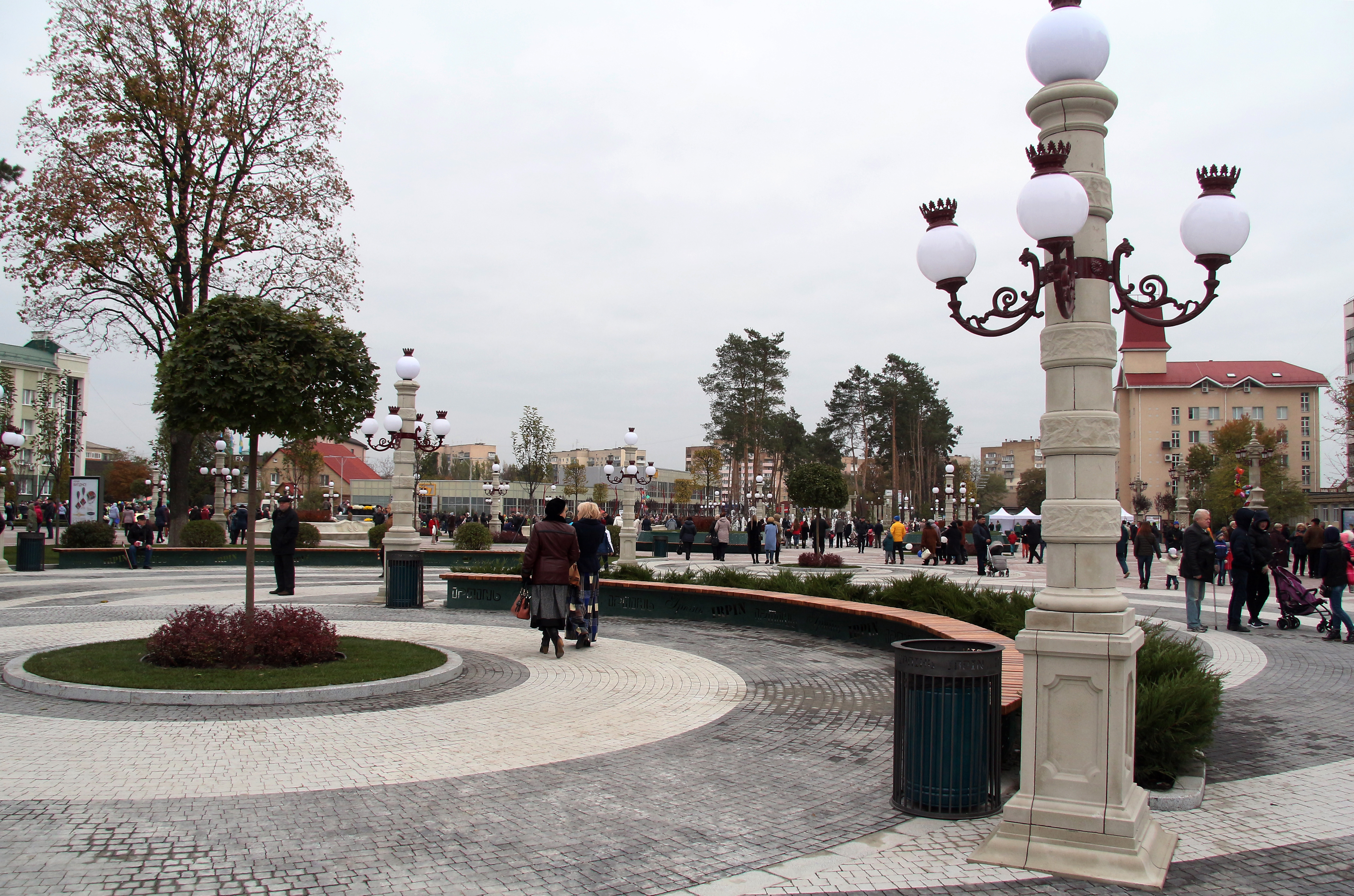
Det centrala torget i Irpin.
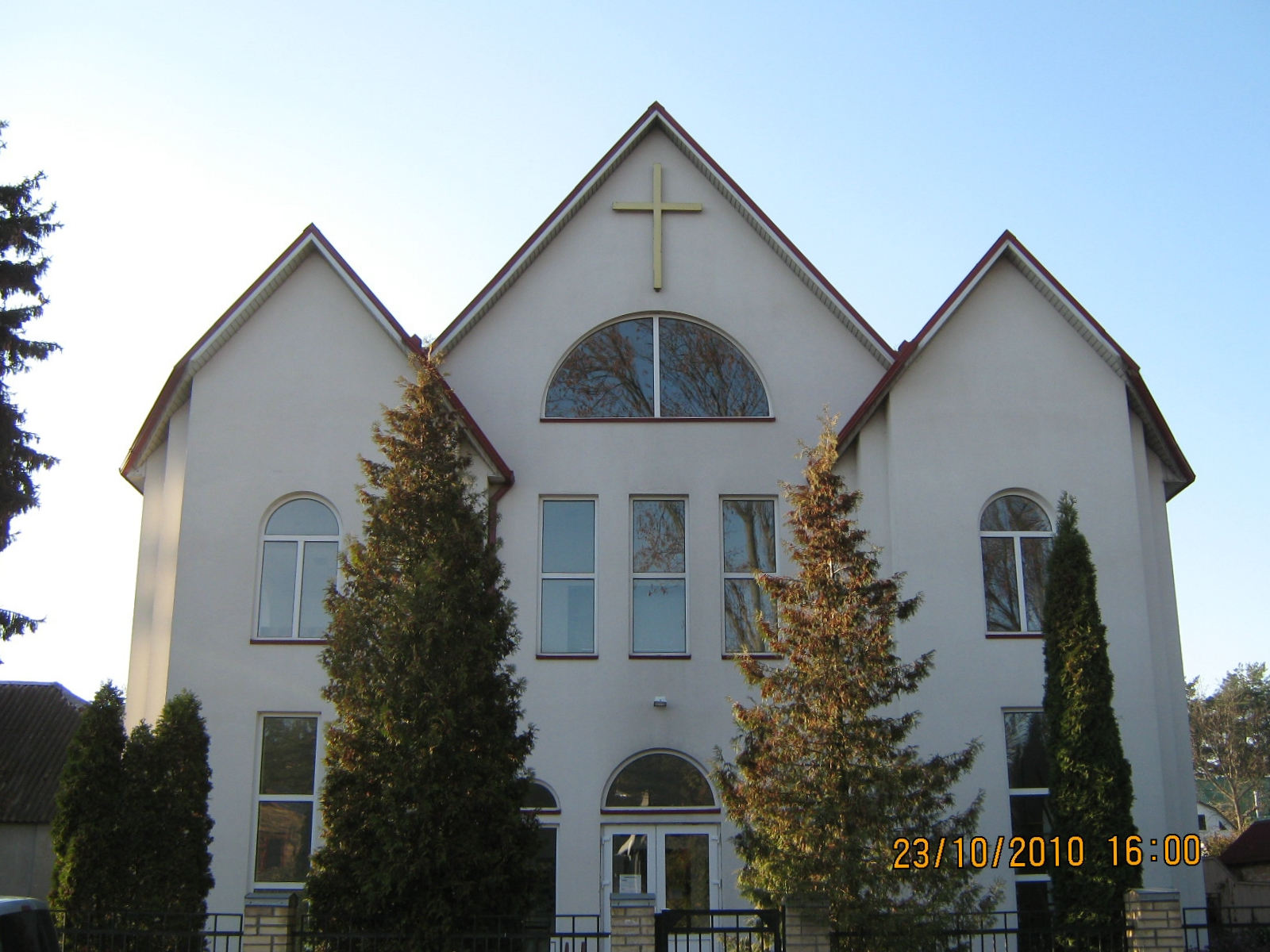
Baptistkyrkan.
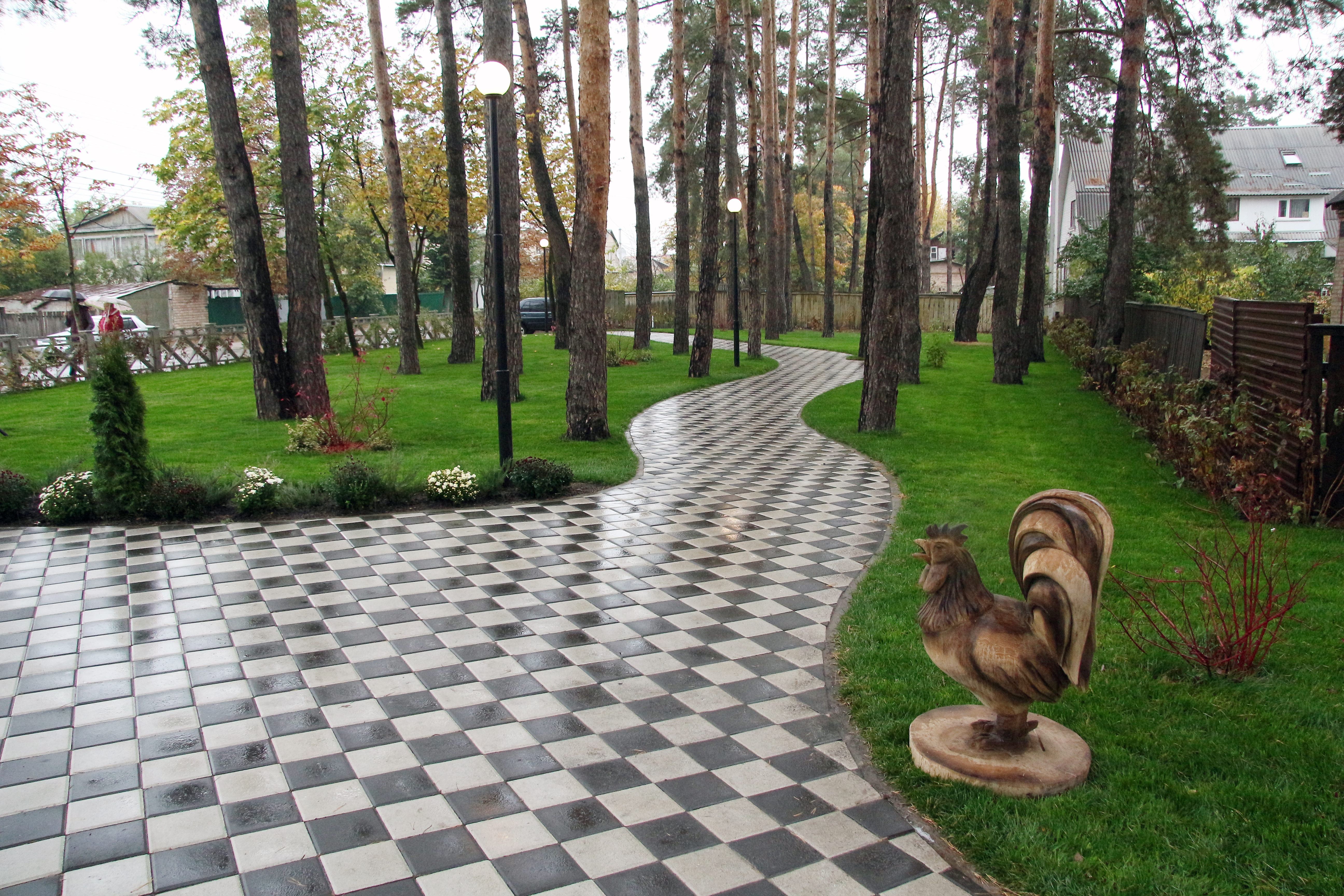
Stadsparken.
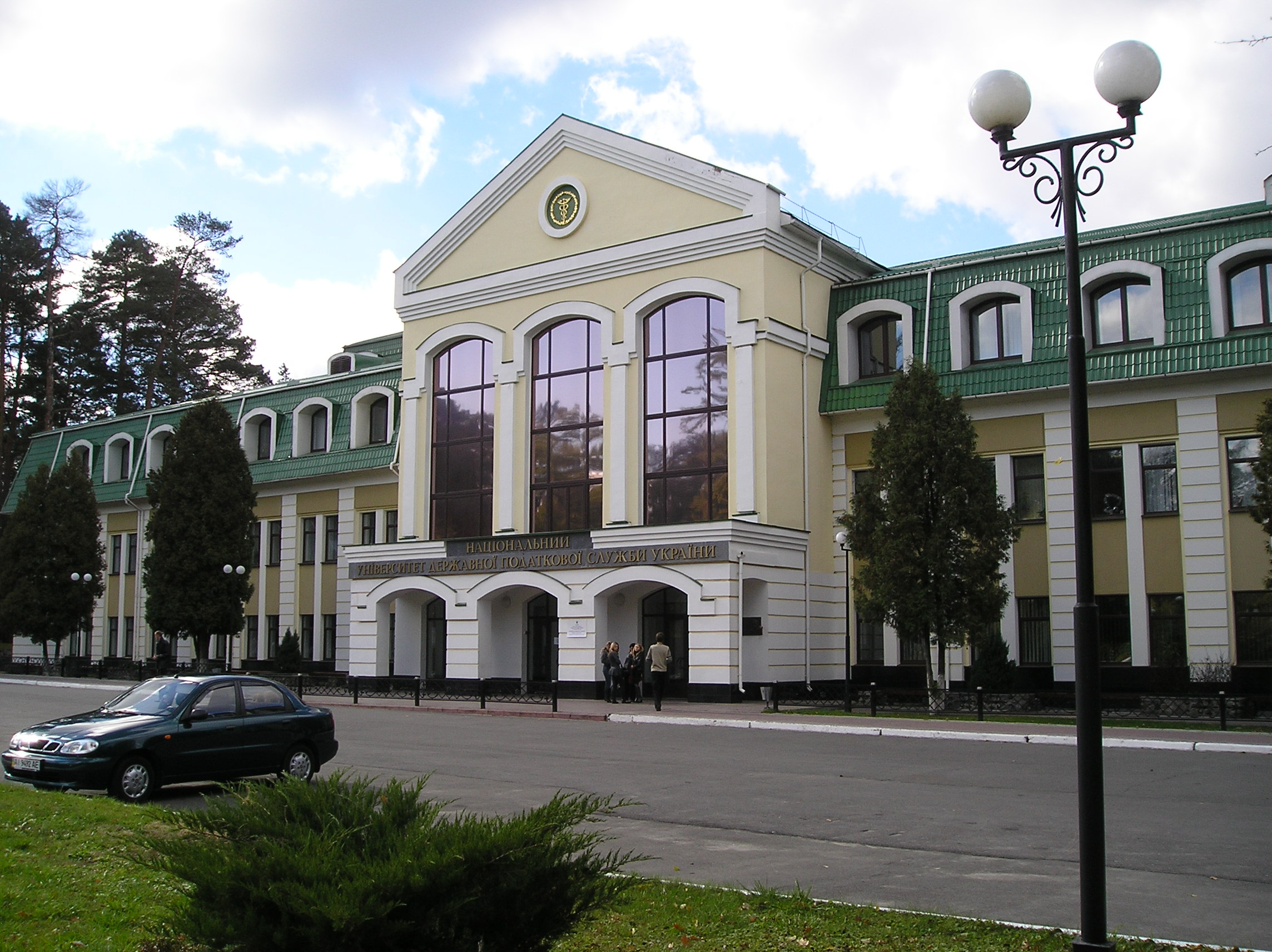
Skatteverkets skola.
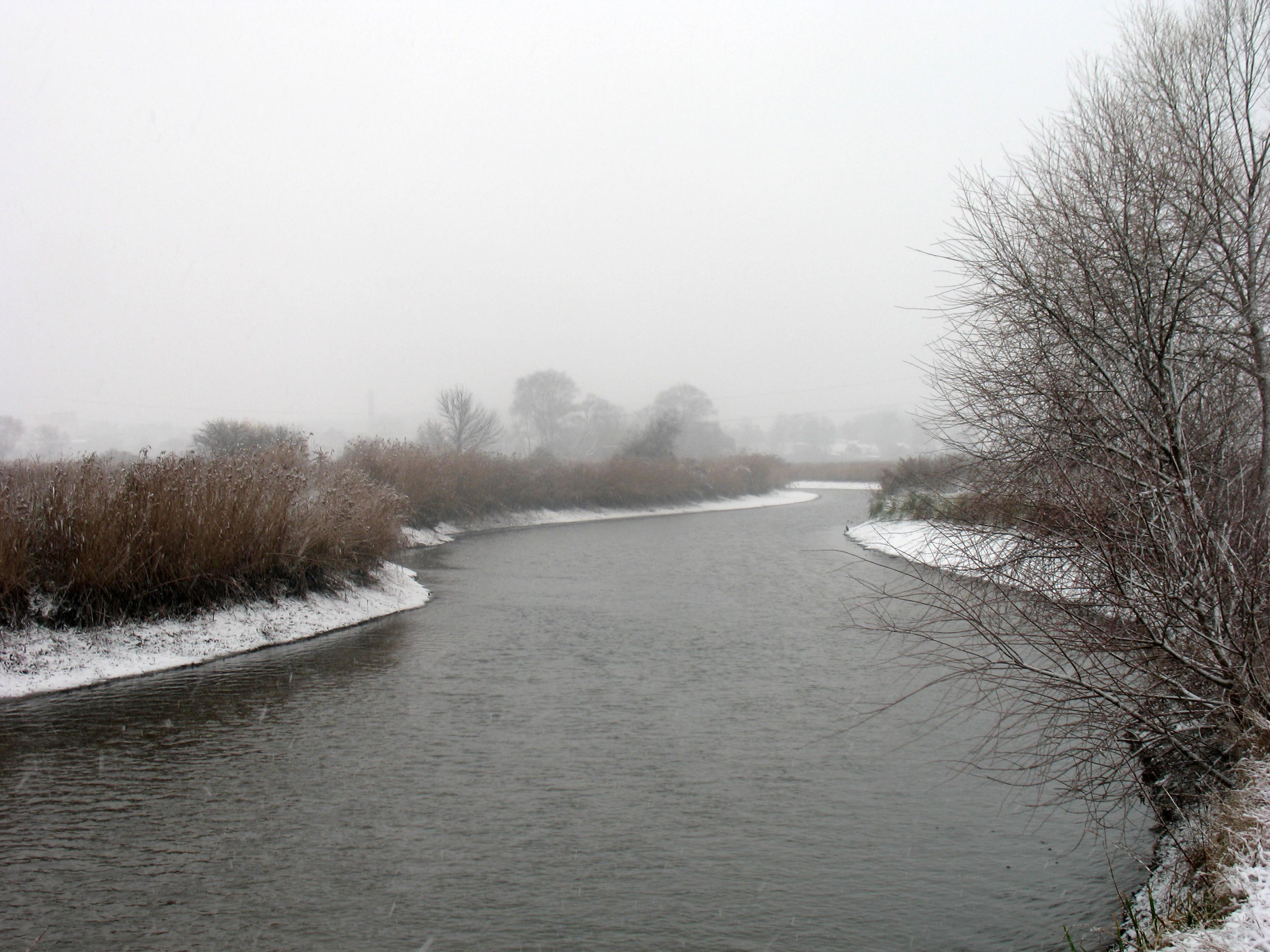
Irpinfloden.